# Доми, Дидье
Дидье Арсен Марсель Домьи (фр. Didier Arsène Marcel Domi; 2 мая 1978 год, Сарсель, Валь-д’Уаз, Франция) — французский футболист, выступавший на позиции левого защитника. Является техническим советником Академии «Пари Сен-Жермен» в Катаре.

## Карьера
ПСЖ
Выпускник академии «Пари Сен-Жермен». Дебютировал за основную команду в январе 1996 года. В составе парижской команды стал обладателем Кубка Франции 1997/98 и Кубка французской лиги 1997/98.
Ньюкасл Юнайтед
В январе 1999 года был куплен английским клубом «Ньюкасл Юнайтед» за € 6 млн, с которым стал финалистом Кубка Англии 1999 года. Однако, не сумев закрепиться в основном составе английского клуба, вернулся в начале 2001 года в ПСЖ за ту же сумму, за которую и был продан тремя годами ранее.
Возвращение в ПСЖ и аренда в Англию
Вернувшись в стан парижан, по причине частых травм, получал мало игрового времени в команде. В 2003/2004 годах был отдан в аренду в «Лидс Юнайтед», за который провёл лишь 14 матчей.
Переход в Эспаньол
Летом 2004 года ПСЖ продал Доми в испанский «Эспаньол» за €1.50m. В составе Эспаньола по началу получал мало игровой практики, но к концу сезона 2005/2006 закрепился в основном составе, выиграв вместе с клубом Кубок Испании.
Олимпиакос
Летом 2006 года на правах свободного агента перебрался в греческий «Олимпиакос», подписав трёхлетний контракт. В составе греческой команды трижды становился Чемпионом Греции, дважды обладателем Кубка Греции по футболу и обладателем Суперкубка Греции по футболу 2007 года.
Нью-Инглэнд Революшн
11 января 2011 года Доми подписал контракт на один год с «Нью-Инглэнд Революшн». Проведя в MLS полгода, Доми завершил карьеру футболиста 17 июля 2011, после того как расторг контракт с клубом.

## Личная жизнь
Имеет мартиниканское происхождение.
Дидье Доми принял ислам.
Во время выступлений за «Ньюкасл Юнайтед», он был осмеян болельщиками клуба, когда делал исламские молитвы.
Является другом Фредерика Кануте и Николя Анелька.